# 韋爾比夫
49°31′27″N 24°51′25″E / 49.52417°N 24.85694°E

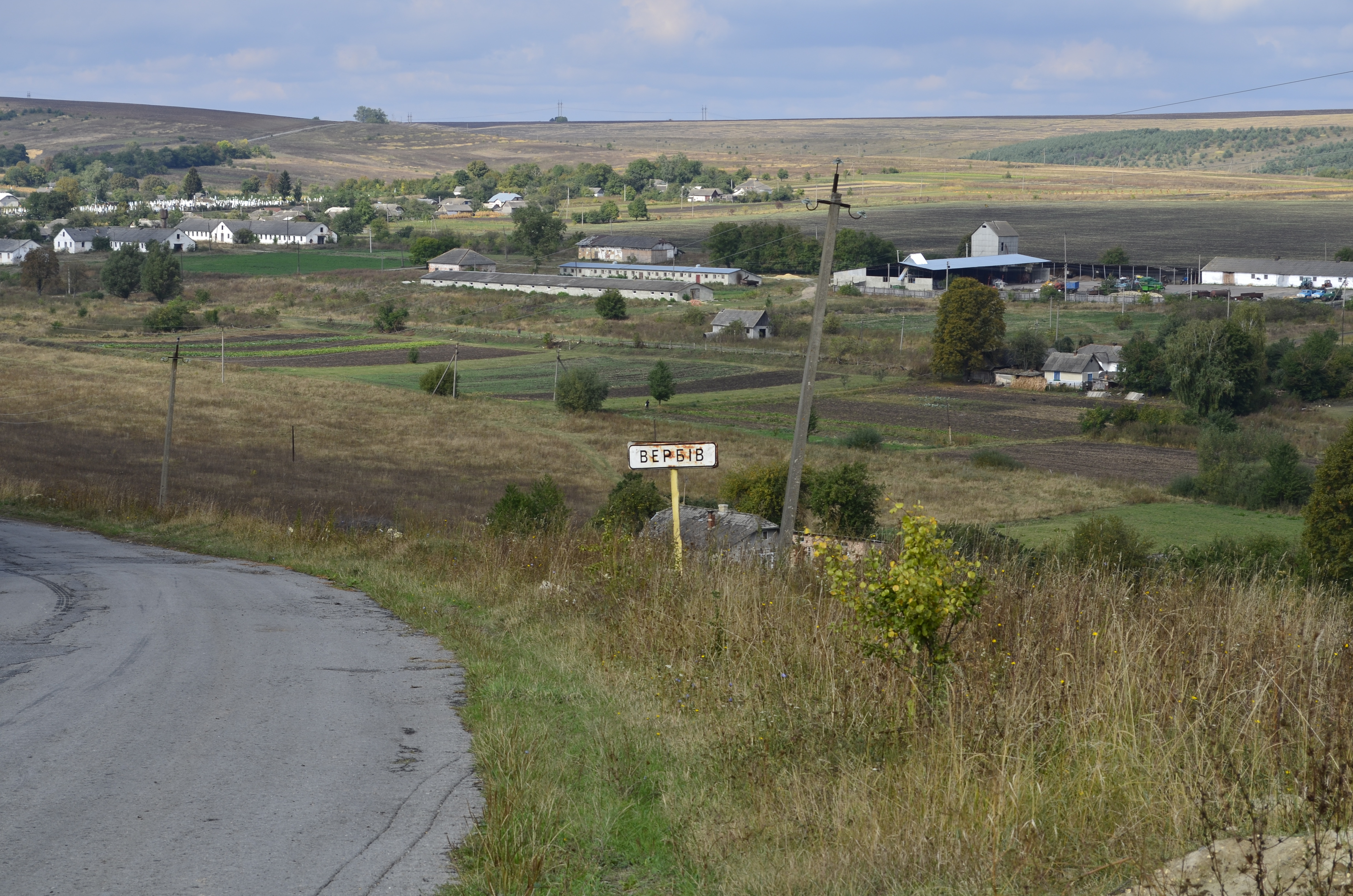
韋爾比夫照片（摄于2015年）

韋爾比夫（烏克蘭語：Вербів）是位於烏克蘭西南部的村莊，由泰爾諾皮爾州裡泰爾諾皮爾區的納拉伊夫市鎮負責管轄。該村始建於1448年，面積1.52平方公里，2014年人口666，人口密度每平方公里438.16人。